# Alpecin-Deceuninck
Alpecin-Deceuninck (Kod UCI: ADC) – belgijska zawodowa grupa kolarska założona w 2009.
Od początku istnienia do 2019 grupa znajdowała się w dywizji UCI Continental Teams, w latach 2020–2022 należała do UCI Professional Continental Teams. Od 2023 startuje w dywizji UCI WorldTeams. 

## Nazwa grupy w poszczególnych latach
| lata      | nazwa              |
| --------- | ------------------ |
| 2009–2015 | BKCP-Powerplus     |
| 2015–2016 | BKCP-Corendon      |
| 2016–2017 | Beobank-Corendon   |
| 2018–2019 | Corendon-Circus    |
| 2020–2022 | Alpecin-Fenix      |
| od 2022   | Alpecin-Deceuninck |

## Obecny skład (2025)
| Skład drużyny 2025      | Skład drużyny 2025 | Skład drużyny 2025 | Skład drużyny 2025                         |
| Imię i nazwisko         | Data urodzenia     | Państwo            | Poprzednia grupa                           |
| ----------------------- | ------------------ | ------------------ | ------------------------------------------ |
| Tobias Bayer            | 17 listopada 1999  | Austria            | Tirol KTM Cycling Team (2020)              |
| Lars Boven              | 13 sierpnia 2001   | Holandia           | Jumbo-Visma Development Team (2023)        |
| Ramses Debruyne         | 31 sierpnia 2002   | Belgia             | Alpecin-Deceuninck Development Team (2024) |
| Simon Dehairs           | 4 czerwca 2001     | Belgia             | Alpecin-Deceuninck Development Team (2024) |
| Tibor Del Grosso        | 27 lipca 2003      | Holandia           | Alpecin-Deceuninck Development Team (2024) |
| Silvan Dillier          | 3 sierpnia 1990    | Szwajcaria         | AG2R La Mondiale (2020)                    |
| Samuel Gaze             | 12 grudnia 1995    | Nowa Zelandia      | Alpecin-Fenix Development Team (2021)      |
| Robbe Ghys              | 11 stycznia 1997   | Belgia             | Sport Vlaanderen-Baloise (2022)            |
| Gal Glivar              | 1 maja 2002        | Słowenia           | UAE Team Emirates Gen Z (2024)             |
| Michael Gogl            | 4 listopada 1993   | Austria            | Qhubeka NextHash (2021)                    |
| Kaden Groves            | 23 grudnia 1998    | Australia          | BikeExchange-Jayco (2022)                  |
| Quinten Hermans         | 29 lipca 1995      | Belgia             | Intermarché-Wanty-Gobert Matériaux (2022)  |
| Juri Hollmann           | 30 sierpnia 1999   | Niemcy             | Movistar Team (2023)                       |
| Jimmy Janssens          | 30 maja 1989       | Belgia             | Cibel-Cebon (2018)                         |
| Timo Kielich            | 5 sierpnia 1999    | Belgia             | Alpecin-Deceuninck Development Team (2023) |
| Xandro Meurisse         | 31 stycznia 1992   | Belgia             | Circus-Wanty Gobert (2020)                 |
| Jasper Philipsen        | 2 marca 1998       | Belgia             | UAE Team Emirates (2020)                   |
| Edward Planckaert       | 1 lutego 1995      | Belgia             | Sport Vlaanderen-Baloise (2020)            |
| Jensen Plowright        | 15 maja 2000       | Australia          | Équipe continentale Groupama-FDJ (2022)    |
| Johan Price-Pejtersen   | 26 maja 1999       | Dania              | Bahrain Victorious (2024)                  |
| Jonas Rickaert          | 7 lutego 1994      | Belgia             | Sport Vlaanderen-Baloise (2018)            |
| Oscar Riesebeek         | 23 grudnia 1992    | Holandia           | Roompot-Charles (2019)                     |
| Henri Uhlig             | 1 sierpnia 2001    | Niemcy             | Alpecin-Deceuninck Development Team (2023) |
| Fabio Van den Bossche   | 21 września 2000   | Belgia             | Sport Vlaanderen-Baloise (2021)            |
| Mathieu van der Poel    | 19 stycznia 1995   | Holandia           | IKO Enertherm-BKCP (2013)                  |
| Stan Van Tricht         | 20 września 1999   | Belgia             | Soudal Quick-Step (2023)                   |
| Luca Vergallito         | 14 września 1997   | Włochy             | Alpecin-Deceuninck Development Team (2023) |
| Gianni Vermeersch       | 19 listopada 1992  | Belgia             | Verandas Willems (2016)                    |
| Emiel Verstrynge        | 4 lutego 2002      | Belgia             | Alpecin-Deceuninck Development Team (2024) |
|                         |                    |                    |                                            |
| Źródło: ProCyclingStats |                    |                    |                                            |

## Sezony

### 2024

#### Skład
| Skład drużyny 2024           | Skład drużyny 2024 | Skład drużyny 2024 | Skład drużyny 2024                         |
| Imię i nazwisko              | Data urodzenia     | Państwo            | Poprzednia grupa                           |
| ---------------------------- | ------------------ | ------------------ | ------------------------------------------ |
| Maurice Ballerstedt          | 16 stycznia 2001   | Niemcy             | Jumbo-Visma Development Team (2021)        |
| Tobias Bayer                 | 17 listopada 1999  | Austria            | Tirol KTM Cycling Team (2020)              |
| Lars Boven                   | 13 sierpnia 2001   | Holandia           | Jumbo-Visma Development Team (2023)        |
| Nicola Conci                 | 5 stycznia 1997    | Włochy             | Alpecin-Deceuninck Development Team (2022) |
| Silvan Dillier               | 3 sierpnia 1990    | Szwajcaria         | AG2R La Mondiale (2020)                    |
| Samuel Gaze                  | 12 grudnia 1995    | Nowa Zelandia      | Alpecin-Fenix Development Team (2021)      |
| Robbe Ghys                   | 11 stycznia 1997   | Belgia             | Sport Vlaanderen-Baloise (2022)            |
| Michael Gogl                 | 4 listopada 1993   | Austria            | Qhubeka NextHash (2021)                    |
| Kaden Groves                 | 23 grudnia 1998    | Australia          | BikeExchange-Jayco (2022)                  |
| Quinten Hermans              | 29 lipca 1995      | Belgia             | Intermarché-Wanty-Gobert Matériaux (2022)  |
| Juri Hollmann                | 30 sierpnia 1999   | Niemcy             | Movistar Team (2023)                       |
| Jimmy Janssens               | 30 maja 1989       | Belgia             | Cibel-Cebon (2018)                         |
| Timo Kielich                 | 5 sierpnia 1999    | Belgia             | Alpecin-Deceuninck Development Team (2023) |
| Søren Kragh Andersen         | 10 sierpnia 1994   | Dania              | Team DSM (2022)                            |
| Axel Laurance                | 13 kwietnia 2001   | Francja            | Alpecin-Deceuninck Development Team (2023) |
| Senne Leysen                 | 18 marca 1996      | Belgia             | Roompot-Charles (2019)                     |
| Xandro Meurisse              | 31 stycznia 1992   | Belgia             | Circus-Wanty Gobert (2020)                 |
| Jason Osborne (1 sty–16 wrz) | 20 marca 1994      | Niemcy             | Alpecin-Deceuninck Development Team (2022) |
| Jasper Philipsen             | 2 marca 1998       | Belgia             | UAE Team Emirates (2020)                   |
| Edward Planckaert            | 1 lutego 1995      | Belgia             | Sport Vlaanderen-Baloise (2020)            |
| Jensen Plowright             | 15 maja 2000       | Australia          | Équipe continentale Groupama-FDJ (2022)    |
| Jonas Rickaert               | 7 lutego 1994      | Belgia             | Sport Vlaanderen-Baloise (2018)            |
| Oscar Riesebeek              | 23 grudnia 1992    | Holandia           | Roompot-Charles (2019)                     |
| Ramon Sinkeldam              | 9 lutego 1989      | Holandia           | Groupama-FDJ (2022)                        |
| Henri Uhlig                  | 1 sierpnia 2001    | Niemcy             | Alpecin-Deceuninck Development Team (2023) |
| Fabio Van den Bossche        | 21 września 2000   | Belgia             | Sport Vlaanderen-Baloise (2021)            |
| Mathieu van der Poel         | 19 stycznia 1995   | Holandia           | IKO Enertherm-BKCP (2013)                  |
| Stan Van Tricht              | 20 września 1999   | Belgia             | Soudal Quick-Step (2023)                   |
| Luca Vergallito              | 14 września 1997   | Włochy             | Alpecin-Deceuninck Development Team (2023) |
| Gianni Vermeersch            | 19 listopada 1992  | Belgia             | Verandas Willems (2016)                    |
|                              |                    |                    |                                            |
| Źródło: ProCyclingStats      |                    |                    |                                            |

#### Zwycięstwa
| Zwycięstwa   | Zwycięstwa                             | Zwycięstwa | Zwycięstwa | Zwycięstwa           | Zwycięstwa |
| Data         | Wyścig                                 | Państwo    | Kategoria  | Zwycięzca            |            |
| ------------ | -------------------------------------- | ---------- | ---------- | -------------------- | ---------- |
| 1 lut        | Étoile de Bessèges, 2. etap            | Francja    | 2.1        | Axel Laurance        |            |
| 5 mar        | Tirreno-Adriático, 2. etap             | Włochy     | 2.UWT      | Jasper Philipsen     |            |
| 16 mar       | Mediolan-San Remo                      | Włochy     | 1.UWT      | Jasper Philipsen     |            |
| 20 mar       | Classic Brugge-De Panne                | Belgia     | 1.UWT      | Jasper Philipsen     |            |
| 22 mar       | E3 Saxo Classic                        | Belgia     | 1.UWT      | Mathieu van der Poel |            |
| 22 mar       | Volta Ciclista a Catalunya, 5. etap    | Hiszpania  | 2.UWT      | Axel Laurance        |            |
| 30 mar       | Volta Limburg Classic                  | Holandia   | 1.1        | Timo Kielich         |            |
| 31 mar       | Ronde van Vlaanderen                   | Belgia     | 1.UWT      | Mathieu van der Poel |            |
| 3 kwi        | Vuelta al País Vasco, 3. etap          | Hiszpania  | 2.UWT      | Quinten Hermans      |            |
| 7 kwi        | Paryż-Roubaix                          | Francja    | 1.UWT      | Mathieu van der Poel |            |
| 24 maj       | Tour of Norway, 2. etap                | Norwegia   | 2.Pro      | Axel Laurance        |            |
| 26 maja 2024 | Tour of Norway, klasyfikacja generalna | Norwegia   | 2.Pro      | Axel Laurance        |            |
| 8 cze        | Dwars door het Hageland                | Belgia     | 1.Pro      | Gianni Vermeersch    |            |
| 14 cze       | Baloise Belgium Tour, 3. etap          | Belgia     | 2.Pro      | Jasper Philipsen     |            |
| 7 lip        | Tour of Qinghai Lake, 1. etap          | Chiny      | 2.Pro      | Jensen Plowright     |            |
| 9 lip        | Tour de France, 10. etap               | Francja    | 2.UWT      | Jasper Philipsen     |            |
| 11 lip       | Tour of Qinghai Lake, 5. etap          | Chiny      | 2.Pro      | Jensen Plowright     |            |
| 12 lip       | Tour de France, 13. etap               | Francja    | 2.UWT      | Jasper Philipsen     |            |
| 16 lip       | Tour de France, 16. etap               | Francja    | 2.UWT      | Jasper Philipsen     |            |
| 18 sie       | Vuelta a España, 2. etap               | Portugalia | 2.UWT      | Kaden Groves         |            |
| 31 sie       | Vuelta a España, 14. etap              | Hiszpania  | 2.UWT      | Kaden Groves         |            |
| 31 sie       | Benelux Tour, 4. etap                  | Belgia     | 2.UWT      | Jasper Philipsen     |            |
| 4 wrz        | Vuelta a España, 17. etap              | Hiszpania  | 2.UWT      | Kaden Groves         |            |
| 18 wrz       | Tour de Luxembourg, 1. etap            | Luksemburg | 2.Pro      | Mathieu van der Poel |            |
| 3 paź        | Münsterland Giro                       | Niemcy     | 1.Pro      | Jasper Philipsen     |            |
| 7 paź        | Coppa Bernocchi                        | Włochy     | 1.Pro      | Stan Van Tricht      |            |

### 2023

#### Skład
| Skład drużyny 2023      | Skład drużyny 2023 | Skład drużyny 2023 | Skład drużyny 2023                         |
| Imię i nazwisko         | Data urodzenia     | Państwo            | Poprzednia grupa                           |
| ----------------------- | ------------------ | ------------------ | ------------------------------------------ |
| Maurice Ballerstedt     | 16 stycznia 2001   | Niemcy             | Jumbo-Visma Development Team (2021)        |
| Tobias Bayer            | 17 listopada 1999  | Austria            | Tirol KTM Cycling Team (2020)              |
| Nicola Conci            | 5 stycznia 1997    | Włochy             | Alpecin-Deceuninck Development Team (2022) |
| Dries De Bondt          | 4 lipca 1991       | Belgia             | Verandas Willems-Crelan (2018)             |
| Silvan Dillier          | 3 sierpnia 1990    | Szwajcaria         | AG2R La Mondiale (2020)                    |
| Samuel Gaze             | 12 grudnia 1995    | Nowa Zelandia      | Alpecin-Fenix Development Team (2021)      |
| Robbe Ghys              | 11 stycznia 1997   | Belgia             | Sport Vlaanderen-Baloise (2022)            |
| Michael Gogl            | 4 listopada 1993   | Austria            | Qhubeka NextHash (2021)                    |
| Kaden Groves            | 23 grudnia 1998    | Australia          | BikeExchange-Jayco (2022)                  |
| Quinten Hermans         | 29 lipca 1995      | Belgia             | Intermarché-Wanty-Gobert Matériaux (2022)  |
| Jimmy Janssens          | 30 maja 1989       | Belgia             | Cibel-Cebon (2018)                         |
| Søren Kragh Andersen    | 10 sierpnia 1994   | Dania              | Team DSM (2022)                            |
| Alexander Krieger       | 28 listopada 1991  | Niemcy             | Leopard Pro Cycling (2019)                 |
| Senne Leysen            | 18 marca 1996      | Belgia             | Roompot-Charles (2019)                     |
| Jakub Mareczko          | 30 kwietnia 1994   | Włochy             | Vini Zabù (2021)                           |
| Xandro Meurisse         | 31 stycznia 1992   | Belgia             | Circus-Wanty Gobert (2020)                 |
| Stefano Oldani          | 10 stycznia 1998   | Włochy             | Lotto-Soudal (2021)                        |
| Jasper Philipsen        | 2 marca 1998       | Belgia             | UAE Team Emirates (2020)                   |
| Edward Planckaert       | 1 lutego 1995      | Belgia             | Sport Vlaanderen-Baloise (2020)            |
| Jensen Plowright        | 15 maja 2000       | Australia          | Équipe continentale Groupama-FDJ (2022)    |
| Jonas Rickaert          | 7 lutego 1994      | Belgia             | Sport Vlaanderen-Baloise (2018)            |
| Oscar Riesebeek         | 23 grudnia 1992    | Holandia           | Roompot-Charles (2019)                     |
| Kristian Sbaragli       | 8 maja 1990        | Włochy             | Israel Cycling Academy (2019)              |
| Robert Stannard         | 16 września 1998   | Australia          | BikeExchange (2021)                        |
| Lionel Taminiaux        | 21 maja 1996       | Belgia             | Bingoal-Wallonie Bruxelles (2020)          |
| Fabio Van den Bossche   | 21 września 2000   | Belgia             | Sport Vlaanderen-Baloise (2021)            |
| Mathieu van der Poel    | 19 stycznia 1995   | Holandia           | IKO Enertherm-BKCP (2013)                  |
| Gianni Vermeersch       | 19 listopada 1992  | Belgia             | Verandas Willems (2016)                    |
| Ramon Sinkeldam         | 9 lutego 1989      | Holandia           | Groupama-FDJ (2022)                        |
| Jason Osborne           | 20 marca 1994      | Niemcy             | Alpecin-Deceuninck Development Team (2022) |
|                         |                    |                    |                                            |
| Źródło: ProCyclingStats |                    |                    |                                            |

#### Zwycięstwa
| Zwycięstwa      | Zwycięstwa                                   | Zwycięstwa | Zwycięstwa | Zwycięstwa           | Zwycięstwa |
| Data            | Wyścig                                       | Państwo    | Kategoria  | Zwycięzca            |            |
| --------------- | -------------------------------------------- | ---------- | ---------- | -------------------- | ---------- |
| 8 mar           | Tirreno-Adriático, 3. etap                   | Włochy     | 2.UWT      | Jasper Philipsen     |            |
| 12 mar          | Tirreno-Adriático, 7. etap                   | Włochy     | 2.UWT      | Jasper Philipsen     |            |
| 18 mar          | Mediolan-San Remo                            | Włochy     | 1.UWT      | Mathieu van der Poel |            |
| 22 mar          | Classic Brugge-De Panne                      | Belgia     | 1.UWT      | Jasper Philipsen     |            |
| 23 mar          | Volta Ciclista a Catalunya, 4. etap          | Hiszpania  | 2.UWT      | Kaden Groves         |            |
| 25 mar          | Volta Ciclista a Catalunya, 6. etap          | Hiszpania  | 2.UWT      | Kaden Groves         |            |
| 1 kwi           | Volta Limburg Classic                        | Holandia   | 1.1        | Kaden Groves         |            |
| 5 kwi           | Scheldeprijs                                 | Belgia     | 1.Pro      | Jasper Philipsen     |            |
| 9 kwi           | Paryż-Roubaix                                | Francja    | 1.UWT      | Mathieu van der Poel |            |
| 1 maj           | Eschborn-Frankfurt                           | Niemcy     | 1.UWT      | Søren Kragh Andersen |            |
| 10 maj          | Giro d'Italia, 5. etap                       | Włochy     | 2.UWT      | Kaden Groves         |            |
| 21 maj          | Antwerp Port Epic                            | Belgia     | 1.1        | Dries De Bondt       |            |
| 9 cze           | ZLM Tour, 2. etap                            | Holandia   | 2.Pro      | Jakub Mareczko       |            |
| 11 cze          | Elfstedenronde                               | Belgia     | 1.1        | Jasper Philipsen     |            |
| 14 cze          | Baloise Belgium Tour, 1. etap                | Belgia     | 2.Pro      | Jasper Philipsen     |            |
| 17 cze          | Baloise Belgium Tour, 4. etap                | Belgia     | 2.Pro      | Mathieu van der Poel |            |
| 18 czerwca 2023 | Baloise Belgium Tour, klasyfikacja generalna | Belgia     | 2.Pro      | Mathieu van der Poel |            |
| 3 lip           | Tour de France, 3. etap                      | Hiszpania  | 2.UWT      | Jasper Philipsen     |            |
| 4 lip           | Tour de France, 4. etap                      | Francja    | 2.UWT      | Jasper Philipsen     |            |
| 7 lip           | Tour de France, 7. etap                      | Francja    | 2.UWT      | Jasper Philipsen     |            |
| 12 lip          | Tour de France, 11. etap                     | Francja    | 2.UWT      | Jasper Philipsen     |            |
| 24 lip          | Tour de Wallonie, 3. etap                    | Belgia     | 2.Pro      | Timo Kielich         |            |
| 23 sie          | Benelux Tour, 1. etap                        | Belgia     | 2.UWT      | Jasper Philipsen     |            |
| 29 sie          | Vuelta a España, 4. etap                     | Andora     | 2.UWT      | Kaden Groves         |            |
| 30 sie          | Vuelta a España, 5. etap                     | Hiszpania  | 2.UWT      | Kaden Groves         |            |
| 15 wrz          | Kampioenschap van Vlaanderen                 | Belgia     | 1.1        | Jasper Philipsen     |            |
| 16 wrz          | Primus Classic                               | Belgia     | 1.Pro      | Mathieu van der Poel |            |
| 17 wrz          | Gooikse Pijl                                 | Belgia     | 1.1        | Jasper Philipsen     |            |
| 17 wrz          | Vuelta a España, 21. etap                    | Hiszpania  | 2.UWT      | Kaden Groves         |            |
| 24 wrz          | Paris-Chauny                                 | Francja    | 1.1        | Jasper Philipsen     |            |
| 4 paź           | Visit Friesland Elfsteden Race               | Holandia   | 1.2        | Jasper Philipsen     |            |
| 8 paź           | Presidential Cycling Tour of Turkey, 1. etap | Turcja     | 2.1        | Jasper Philipsen     |            |
| 9 paź           | Presidential Cycling Tour of Turkey, 2. etap | Turcja     | 2.1        | Jasper Philipsen     |            |
| 11 paź          | Presidential Cycling Tour of Turkey, 4. etap | Turcja     | 2.1        | Jasper Philipsen     |            |
| 15 paź          | Presidential Cycling Tour of Turkey, 8. etap | Turcja     | 2.1        | Jasper Philipsen     |            |

### 2022

#### Skład
| Skład drużyny 2022       | Skład drużyny 2022   | Skład drużyny 2022 | Skład drużyny 2022                      |
| Imię i nazwisko          | Data urodzenia       | Państwo            | Poprzednia grupa                        |
| ------------------------ | -------------------- | ------------------ | --------------------------------------- |
| Edward Anderson          | 18 kwietnia 1998     | Stany Zjednoczone  | Hagens Berman Axeon (2020)              |
| Maurice Ballerstedt      | 16 stycznia 2001     | Niemcy             | Jumbo-Visma Development Team (2021)     |
| Sjoerd Bax               | 6 stycznia 1996      | Holandia           | Metec-Solarwatt p/b Mantel (2021)       |
| Tobias Bayer             | 17 listopada 1999    | Austria            | Tirol KTM Cycling Team (2020)           |
| Dries De Bondt           | 4 lipca 1991         | Belgia             | Verandas Willems-Crelan (2018)          |
| Floris De Tier           | 20 stycznia 1992     | Belgia             | Team Jumbo-Visma (2019)                 |
| Silvan Dillier           | 3 sierpnia 1990      | Szwajcaria         | AG2R La Mondiale (2020)                 |
| Samuel Gaze              | 12 grudnia 1995      | Nowa Zelandia      | Alpecin-Fenix Development Team (2021)   |
| Michael Gogl             | 4 listopada 1993     | Austria            | Qhubeka NextHash (2021)                 |
| Jimmy Janssens           | 30 maja 1989         | Belgia             | Cibel-Cebon (2018)                      |
| Alexander Krieger        | 28 listopada 1991    | Niemcy             | Leopard Pro Cycling (2019)              |
| Senne Leysen             | 18 marca 1996        | Belgia             | Roompot-Charles (2019)                  |
| Jakub Mareczko           | 30 kwietnia 1994     | Włochy             | Vini Zabù (2021)                        |
| Tim Merlier              | 30 października 1992 | Belgia             | Pauwels Sauzen-Vastgoedservice (2019)   |
| Xandro Meurisse          | 31 stycznia 1992     | Belgia             | Circus-Wanty Gobert (2020)              |
| Stefano Oldani           | 10 stycznia 1998     | Włochy             | Lotto-Soudal (2021)                     |
| Jasper Philipsen         | 2 marca 1998         | Belgia             | UAE Team Emirates (2020)                |
| Edward Planckaert        | 1 lutego 1995        | Belgia             | Sport Vlaanderen-Baloise (2020)         |
| Jonas Rickaert           | 7 lutego 1994        | Belgia             | Sport Vlaanderen-Baloise (2018)         |
| Oscar Riesebeek          | 23 grudnia 1992      | Holandia           | Roompot-Charles (2019)                  |
| Kristian Sbaragli        | 8 maja 1990          | Włochy             | Israel Cycling Academy (2019)           |
| Robert Stannard          | 16 września 1998     | Australia          | BikeExchange (2021)                     |
| Lionel Taminiaux         | 21 maja 1996         | Belgia             | Bingoal-Wallonie Bruxelles (2020)       |
| Scott Thwaites           | 12 lutego 1990       | Wielka Brytania    | Vitus Pro Cycling p/b Brother UK (2019) |
| Fabio Van den Bossche    | 21 września 2000     | Belgia             | Sport Vlaanderen-Baloise (2021)         |
| David van der Poel       | 15 czerwca 1992      | Holandia           |                                         |
| Mathieu van der Poel     | 19 stycznia 1995     | Holandia           | IKO Enertherm-BKCP (2013)               |
| Guillaume Van Keirsbulck | 14 lutego 1991       | Belgia             | Alpecin-Fenix Development Team (2021)   |
| Gianni Vermeersch        | 19 listopada 1992    | Belgia             | Verandas Willems (2016)                 |
| Julien Vermote           | 26 lipca 1989        | Belgia             | Cofidis (2020)                          |
| Jay Vine                 | 16 listopada 1995    | Australia          | Nero Continental (2020)                 |
|                          |                      |                    |                                         |
| Źródło: ProCyclingStats  |                      |                    |                                         |

#### Zwycięstwa
| Zwycięstwa    | Zwycięstwa                                           | Zwycięstwa                   | Zwycięstwa | Zwycięstwa           | Zwycięstwa |
| Data          | Wyścig                                               | Państwo                      | Kategoria  | Zwycięzca            |            |
| ------------- | ---------------------------------------------------- | ---------------------------- | ---------- | -------------------- | ---------- |
| 13 lut        | Tour of Antalya, 4. etap                             | Turcja                       | 2.1        | Jakub Mareczko       |            |
| 20 lut        | UAE Tour, 1. etap                                    | Zjednoczone Emiraty Arabskie | 2.UWT      | Jasper Philipsen     |            |
| 24 lut        | UAE Tour, 5. etap                                    | Zjednoczone Emiraty Arabskie | 2.UWT      | Jasper Philipsen     |            |
| 26 lut        | Mistrzostwa świata w e-kolarstwie                    |                              | CM         | Jay Vine             |            |
| 8 mar         | Tirreno-Adriático, 2. etap                           | Włochy                       | 2.UWT      | Tim Merlier          |            |
| 16 mar        | Nokere Koerse                                        | Belgia                       | 1.Pro      | Tim Merlier          |            |
| 23 mar        | Classic Brugge-De Panne                              | Belgia                       | 1.UWT      | Tim Merlier          |            |
| 25 mar        | Settimana Internazionale di Coppi e Bartali, 4. etap | Włochy                       | 2.1        | Mathieu van der Poel |            |
| 30 mar        | Dwars door Vlaanderen                                | Belgia                       | 1.UWT      | Mathieu van der Poel |            |
| 3 kwi         | Ronde van Vlaanderen                                 | Belgia                       | 1.UWT      | Mathieu van der Poel |            |
| 12 kwi        | Presidential Cycling Tour of Turkey, 3. etap         | Turcja                       | 2.Pro      | Jasper Philipsen     |            |
| 6 maj         | Quatre Jours de Dunkerque, 4. etap                   | Francja                      | 2.Pro      | Lionel Taminiaux     |            |
| 6 maj         | Giro d'Italia, 1. etap                               | Węgry                        | 2.UWT      | Mathieu van der Poel |            |
| 7 maj         | Quatre Jours de Dunkerque, 5. etap                   | Francja                      | 2.Pro      | Gianni Vermeersch    |            |
| 19 maj        | Giro d'Italia, 12. etap                              | Włochy                       | 2.UWT      | Stefano Oldani       |            |
| 26 maj        | Giro d'Italia, 18. etap                              | Włochy                       | 2.UWT      | Dries De Bondt       |            |
| 10 cze        | ZLM Tour, 3. etap                                    | Holandia                     | 2.Pro      | Jakub Mareczko       |            |
| 17 lip        | Tour de France, 15. etap                             | Francja                      | 2.UWT      | Jasper Philipsen     |            |
| 24 lip        | Tour de France, 21. etap                             | Francja                      | 2.UWT      | Jasper Philipsen     |            |
| 27 lipca 2022 | Tour de Wallonie, klasyfikacja generalna             | Belgia                       | 2.Pro      | Robert Stannard      |            |
| 29 wrz        | Coppa Agostoni                                       | Włochy                       | 1.1        | Sjoerd Bax           |            |
| 9 paź         | Mistrzostwa świata w kolarstwie gravelowym           | Włochy                       | CM         | Gianni Vermeersch    |            |

### 2021

#### Skład
| Skład drużyny 2021                     | Skład drużyny 2021   | Skład drużyny 2021 | Skład drużyny 2021                      |
| Imię i nazwisko                        | Data urodzenia       | Państwo            | Poprzednia grupa                        |
| -------------------------------------- | -------------------- | ------------------ | --------------------------------------- |
| Edward Anderson                        | 18 kwietnia 1998     | Stany Zjednoczone  | Hagens Berman Axeon (2020)              |
| Tobias Bayer                           | 17 listopada 1999    | Austria            | Tirol KTM Cycling Team (2020)           |
| Dries De Bondt                         | 4 lipca 1991         | Belgia             | Verandas Willems-Crelan (2018)          |
| Floris De Tier                         | 20 stycznia 1992     | Belgia             | Team Jumbo-Visma (2019)                 |
| Laurens De Vreese                      | 29 września 1988     | Belgia             | Astana (2020)                           |
| Silvan Dillier                         | 3 sierpnia 1990      | Szwajcaria         | AG2R La Mondiale (2020)                 |
| Jimmy Janssens                         | 30 maja 1989         | Belgia             | Cibel-Cebon (2018)                      |
| Alexander Krieger                      | 28 listopada 1991    | Niemcy             | Leopard Pro Cycling (2019)              |
| Senne Leysen                           | 18 marca 1996        | Belgia             | Roompot-Charles (2019)                  |
| Marcel Meisen                          | 8 stycznia 1989      | Niemcy             | Steylaerts-Verona (2017)                |
| Tim Merlier                            | 30 października 1992 | Belgia             | Pauwels Sauzen-Vastgoedservice (2019)   |
| Xandro Meurisse                        | 31 stycznia 1992     | Belgia             | Circus-Wanty Gobert (2020)              |
| Sacha Modolo                           | 19 czerwca 1987      | Włochy             | EF Education First (2019)               |
| Jasper Philipsen                       | 2 marca 1998         | Belgia             | UAE Team Emirates (2020)                |
| Edward Planckaert                      | 1 lutego 1995        | Belgia             | Sport Vlaanderen-Baloise (2020)         |
| Alexandar Richardson                   | 30 kwietnia 1990     | Wielka Brytania    | Canyon DHB p/b Bloor Homes (2019)       |
| Jonas Rickaert                         | 7 lutego 1994        | Belgia             | Sport Vlaanderen-Baloise (2018)         |
| Oscar Riesebeek                        | 23 grudnia 1992      | Holandia           | Roompot-Charles (2019)                  |
| Kristian Sbaragli                      | 8 maja 1990          | Włochy             | Israel Cycling Academy (2019)           |
| Diether Sweeck (1 mar–11 kwi, Przypis) | 17 grudnia 1993      | Belgia             | Crelan-Vastgoedservice (2019)           |
| Lionel Taminiaux                       | 21 maja 1996         | Belgia             | Bingoal-Wallonie Bruxelles (2020)       |
| Scott Thwaites                         | 12 lutego 1990       | Wielka Brytania    | Vitus Pro Cycling p/b Brother UK (2019) |
| Ben Tulett                             | 26 sierpnia 2001     | Wielka Brytania    | Willebrord Wil Vooruit (2019)           |
| Petr Vakoč                             | 11 lipca 1992        | Czechy             | Deceuninck-Quick Step (2019)            |
| Mathieu van der Poel                   | 19 stycznia 1995     | Holandia           | IKO Enertherm-BKCP (2013)               |
| David van der Poel                     | 15 czerwca 1992      | Holandia           |                                         |
| Otto Vergaerde                         | 15 lipca 1994        | Belgia             | WSA-Pushbikers (2018)                   |
| Gianni Vermeersch                      | 19 listopada 1992    | Belgia             | Verandas Willems (2016)                 |
| Louis Vervaeke                         | 6 października 1993  | Belgia             | Team Sunweb (2019)                      |
| Jay Vine                               | 16 listopada 1995    | Australia          | Nero Continental (2020)                 |
| Philipp Walsleben                      | 19 listopada 1987    | Niemcy             | Palmans Cras (2008)                     |
| Roy Jans                               | 15 września 1990     | Belgia             | Cibel-Cebon (2018)                      |
| Julien Vermote (31 mar–31 gru)         | 26 lipca 1989        | Belgia             | Cofidis (2020)                          |
|                                        |                      |                    |                                         |
| Źródło: ProCyclingStats                |                      |                    |                                         |

Przypis: Diether Sweeck, zmiana drużyny

#### Zwycięstwa
Za dużo wywołań elementów z Wikidanych. Załadowano elementów: 400/400.

### 2020

#### Skład
Za dużo wywołań elementów z Wikidanych. Załadowano elementów: 400/400.

#### Zwycięstwa
Za dużo wywołań elementów z Wikidanych. Załadowano elementów: 400/400.

### 2019

#### Skład
Za dużo wywołań elementów z Wikidanych. Załadowano elementów: 400/400.

#### Zwycięstwa
Za dużo wywołań elementów z Wikidanych. Załadowano elementów: 400/400.

### 2018

#### Skład
| Imię i nazwisko      | Data urodzenia         | Narodowość      |
| -------------------- | ---------------------- | --------------- |
| Wietse Bosmans       | 30 grudnia 1991(dts)   | Belgia          |
| Stijn Caluwe         | 29 stycznia 1996(dts)  | Belgia          |
| Kevin Cant           | 11 marca 1988(dts)     | Belgia          |
| Jens Dekker          | 13 grudnia 1998(dts)   | Holandia        |
| Timo Kielich         | 5 sierpnia 1999(dts)   | Belgia          |
| Valentijn Lauwers    | 21 marca 1989(dts)     | Belgia          |
| Tom Meeusen          | 7 listopada 1988(dts)  | Belgia          |
| Marcel Meisen        | 8 stycznia 1989(dts)   | Niemcy          |
| Gert Smets           | 26 września 1997(dts)  | Belgia          |
| Adam Ťoupalík        | 9 maja 1996(dts)       | Czechy          |
| Ben Turner           | 28 maja 1999(dts)      | Wielka Brytania |
| David van der Poel   | 15 czerwca 1992(dts)   | Holandia        |
| Mathieu van der Poel | 19 stycznia 1995(dts)  | Holandia        |
| Toon Vandebosch      | 19 czerwca 1999(dts)   | Belgia          |
| Gianni Vermeersch    | 19 listopada 1992(dts) | Belgia          |
| Pieter-Jan Vliegen   | 15 września 1999(dts)  | Belgia          |

#### Zwycięstwa
- 1. miejsce w Boucles de la Mayenne, Mathieu van der Poel
- 1. miejsce w Ronde van Limburg, Mathieu van der Poel